# Arlingham
Arlingham är en ort och civil parish i Storbritannien.   Den ligger i grevskapet Gloucestershire och riksdelen England, i den södra delen av landet, 160 km väster om huvudstaden London. Arlingham ligger 10 meter över havet och antalet invånare är 459.
Terrängen runt Arlingham är platt åt sydost, men åt nordväst är den kuperad. Runt Arlingham är det ganska tätbefolkat, med 230 invånare per kvadratkilometer. Närmaste större samhälle är Gloucester, 14,6 km nordost om Arlingham. Trakten runt Arlingham består i huvudsak av gräsmarker.